# Huldange

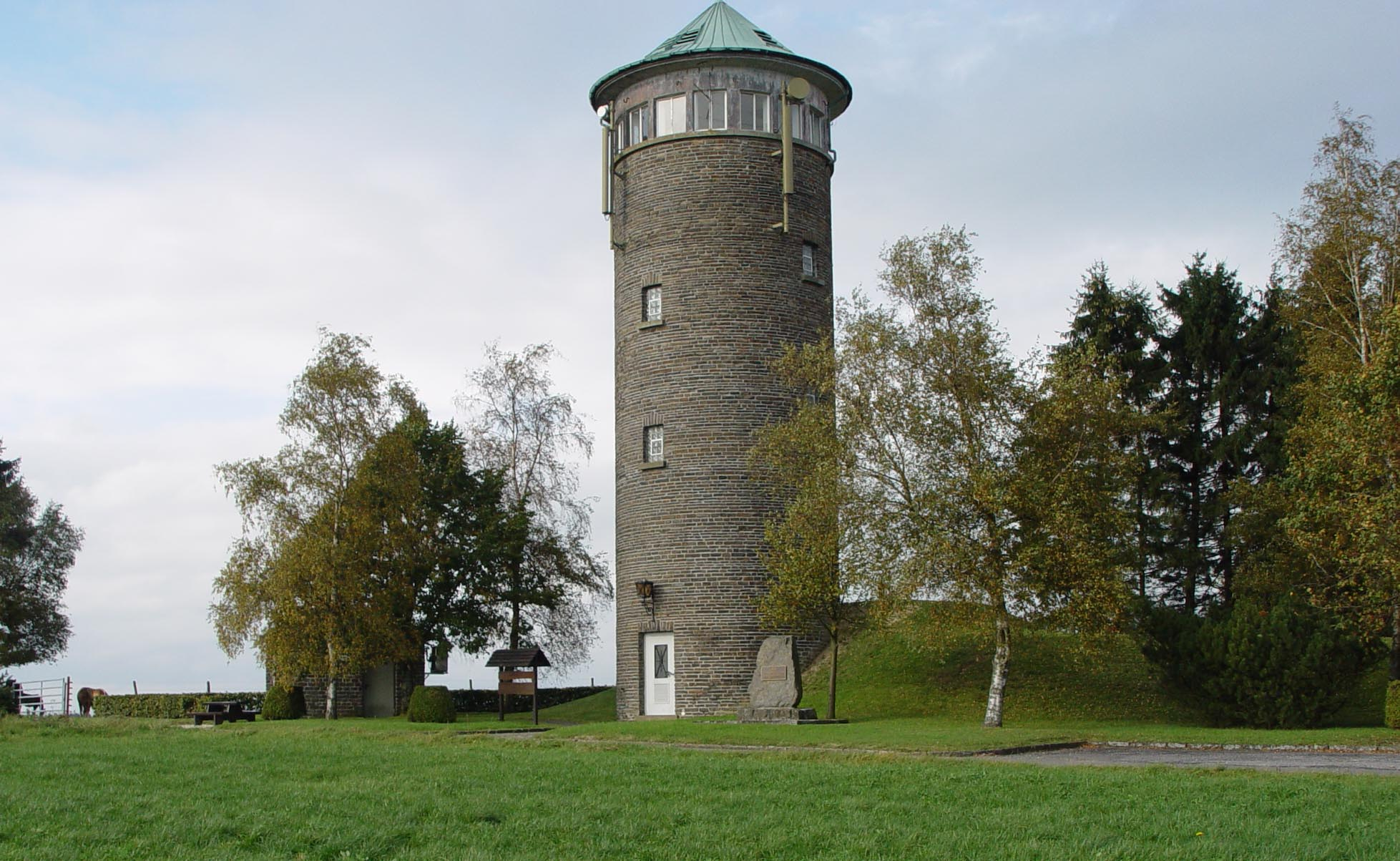
El punto más alto del Gran Ducado de Luxemburgo en Huldange. Fuente:

Huldange (luxemburgués, Huldang; alemán, Huldingen) es un caserio en la comuna de Troisvierges, en el extremo norte de Luxemburgo. En el año 2005, el caserio tiene una población de 353 habitantes. Cerca se encuentra la fuente del río Clerve.
- Wikimedia Commons alberga una categoría multimedia sobre Huldange.

- Datos: Q1636270
- Multimedia: Huldange / Q1636270